# Trivselspartiet
Trivselspartiet var et dansk politisk parti, der eksisterede mellem 1990 og 1999. Partiet blev stiftet november 1990 af Mogens Glistrup, Pia Dahl, Jane Oksen og Mogens Houmann Elvensø, efter at Mogens Glistrup på grund af sit fængselsophold 1983-1985 mistede mere og mere magt i Fremskridtspartiet, som han havde stiftet. I 1988 nægtede Glistrup at stemme for finanslovsforliget, som Fremskridtspartiet havde indgået med Schlüter-regeringen, og partiet blokerede efterfølgende hans folketingskanditatur til valget 1990, inden han i 1991 mistede sin plads i Fremskridtspartiets hovedbestyrelse. 
Selvom Mogens Glistrup sammen med tre andre af Fremskridtspartiets folketingsmedlemmer havde stiftet det nye parti, meldte han sig ikke ud af Fremskridtspartiet. Alligevel stillede han op som spidskandidat for Trivselspartiet, der hovedsagelig fungerede som politisk platform for Glistrup og som opsamlingssted for en række af hans støtter, der forlod Fremskridtspartiet. 
Trivselspartiet opnåede aldrig at blive opstillingsberettiget til Folketinget, men indgik ved folketingsvalget 12. december 1990 i et listefællesskab med partiet Fælles Kurs. Til sammen opnåede de to partier dog kun 57.896 stemmer og kom dermed ikke over spærregrænsen. Det blev den eneste gang, Trivselspartiet deltog i et folketingsvalg.
I 1991 fratog Fremskridtspartiet Glistrup hans livsvarige medlemskab, og op gennem 1990'erne blev han fortsat holdt ude af partiet med den begrundelse, at han arbejdede for Trivselspartiet. Der var dog i hele årtiet kræfter i Fremskridtspartiet, der arbejdede på at rehabilitere Glistrup, og i 1999 blev han genoptaget. I den forbindelse ophørte Trivselspartiet med at eksistere.

## Ekstern henvisning og kilde
- Danmarkshistorien.dk